# Set It Off (gruppo musicale)
I Set It Off sono un gruppo musicale statunitense formatosi nel 2008.
La band ha iniziato ad ottenere successo attraverso il canale YouTube del cantante Cody Carson e venne in seguito messa sotto contratto dalla Equal Vision Records dopo la pubblicazione di una serie di extended play di successo. Dei cinque album in studio che hanno pubblicato, due hanno trovato posto nella classifica Billboard 200; Cinematics (2012) ha raggiunto la posizione 174 mentre Duality (2014) si è posizionato all'86ª.

## Storia del gruppo
Non si sa con precisione come si siano formati.
Secondo alcune fonti, si sarebbero formati nel 2008 dopo che due band del conservatorio s'incontrarono. Nello stesso anno della formazione della band,pubblicarono il loro primo EP  "Baby You Don't Tripjaharda", chiaramente ispirato dai Fall Out Boy e Panic! At The Disco e con sonorità pop punk.
Un anno dopo,nel 26 marzo 2009 aprirono il loro canale YouTube e pubblicarono un video intitolato Set It Off - We Gonna Set You Off #1. Nello stesso anno crearono l'EP "Calm Before The Storm".
Due anni dopo,nel 2011 crearono probabilmente il loro primo successo,il terzo EP "Horrible Kids".
Un anno dopo riuscirono a creare,nel 2012 Cinematics,il loro album di debutto.
Nel 2014 pubblicarono Duality,secondo album in studio e nel 2015 il loro quarto EP "Duality: Stories Unplugged".
Nel 2016 pubblicarono Upside Down,terzo album in studio.
Nel 2019 pubblicarono Midnight,quarto album in studio e nel 2020 pubblicarono il loro quinto EP "After Midnight".
Nel 2022 uscì il quinto album in studio Elsewhere.
Nel 2023 hanno pubblicato alcune canzoni,Punching Bag e Win Win con Scene Queen, Evil People e Parasite.

## Stile musicale e influenze
Agli inizi della band, i Set It Off si inserivano in un genere synth pop punk. Ora è maturata e si è definita come orchestral pop punk, nonostante la maggior parte dei suoni di archi orchestrali sia programmata con i sintetizzatori e aggiunta durante la produzione piuttosto che registrare i tradizionali strumenti acustici. Kerrang! ha inoltre riassunto il genere in pop rock. Le influenze della band includono Fall Out Boy, Four Year Strong, My Chemical Romance, All Time Low, New Found Glory, A Day to Remember, Forever the Sickest Kids, Relient K, *Nsync, Destiny's Child e We the Kings.

## Formazione

### Attuali
- Cody Carson – voce, tastiere, chitarra ritmica (2008-presente), chitarra solista (2019–presente)
- Zach DeWall – chitarra ritmica, chitarra solista (2008-presente), basso, voce secondaria (2015–presente)
- Maxx Danziger – batteria, percussioni (2010–presente)

### Ex componenti
- Blake Howell – batteria, percussioni (2008)
- Austin Kerr – basso (2008–2015)
- Benji Panico – batteria, percussioni (2009–2010)
- Dan Clermont – chitarra solista, tastiere, voce secondaria (2008–2019)

## Discografia

### Album in studio
- 2012 – Cinematics
- 2014 – Duality
- 2016 – Upside Down
- 2019 – Midnight
- 2022 – Elsewhere

### EP
- 2008 – Baby, You Don't Tripajaharda
- 2009 – Calm Before the Storm
- 2011 – Horrible Kids
- 2015 – Duality: Stories Unplugged
- 2020 – After Midnight

### Singoli
- 2009 – Pages & Paragraphs
- 2010 – Hush Hush
- 2010 – Together Forever
- 2010 – @Reply
- 2011 – Breathe In, Breathe Out
- 2011 – Horrible Kids
- 2012 – Swan Song
- 2012 – Partners in Crime (feat. Ash Costello)
- 2014 – Forever Stuck in Our Youth
- 2014 – Why Worry
- 2014 – Ancient History
- 2014 – Duality
- 2015 – Wild Wild World
- 2016 – Something New
- 2016 – Uncontainable
- 2016 – Life Afraid
- 2016 – Hypnotized
- 2018 – Killer in the Mirror
- 2018 – Lonely Dance
- 2018 – Dancing with the Devil
- 2018 – For You Forever
- 2019 – Midnight Thoughts
- 2019 – Catch Me If You Can
- 2020 – So Predictable
- 2020 – One Single Second
- 2021 – Skeleton
- 2022 – Projector
- 2022 – Who's in Control
- 2022 – Barbie & Ken (con Scene Queen)
- 2023 – Punching Bag
- 2023 – Win Win (con Scene Queen)
- 2023 – Punching Bag - Acoustic
- 2023 – Evil People
- 2023 – Parasite

Collaborazioni come ospiti
- 2021 – IN THREES (As It Is feat. Set It Off e JordyPurp)
- 2023 –Below The Belt (Point North)

### Apparizioni in compilation
- 2013 – Punk Goes Christmas – This Christmas (I'll Burn It to the Ground)
- 2014 – Punk Goes Pop 6 – Problem (cover di Ariana Grande feat. Iggy Azalea)
- 2015 – 2015 Warped Tour Compilation – Forever Stuck in Our Youth
- 2019 – Punk Goes Acoustic 3 – Wolf in Sheep's Clothing